# György Pauk
Pour les articles homonymes, voir Pauk.
Dans le nom hongrois Pauk György, le nom de famille précède le prénom, mais cet article utilise l’ordre habituel en français György Pauk, où le prénom précède le nom.
György Pauk, né le 26 octobre 1936 à Budapest et mort le 18 novembre 2024, est un violoniste hongrois.

## Biographie
Pauk entre  à l'âge de douze ans à l'Université de musique Franz-Liszt, où il a travaillé avec Zoltán Kodály. En 1956, il quitte la Hongrie pour les Pays-Bas puis, sur les conseils de Yehudi Menuhin, il s'établit à Londres en 1961. 
Il a joué avec des chefs comme Pierre Boulez, Sir Simon Rattle, Bernard Haitink, Christoph von Dohnanyi, Guennadi Rojdestvenski, Klaus Tennstedt, Leonard Slatkin et Charles Dutoit.
Il a participé à la création d'œuvres de Witold Lutosławski, Krzysztof Penderecki, Alfred Schnittke, Sir Peter Maxwell Davies, et Sir Michael Tippett, dirigées par les compositeurs eux-mêmes.  
En musique de chambre, il s'est produit en trio avec le pianiste Peter Frankl et le violoncelliste Ralph Kirshbaum.
Pauk a remplacé Ede Zathureczky comme professeur de violon à la Royal Academy of Music de Londres, et donne des master class dans de nombreux pays.
Le violon sur lequel il joue est le  Stradivarius de Massart de 1714.

## Récompenses
- Premier Prix en 1956 du Concours international de violon Niccolò Paganini à Gênes, Italie.
- Premier Prix en 1957 du Concours de sonate violon-piano de Munich avec Frankl.
- Premier Grand Prix en 1959 du Concours international Marguerite-Long-Jacques-Thibaud.